# Eunoe papillaris
Eunoe papillaris är en ringmaskart som beskrevs av Averincev 1978. Eunoe papillaris ingår i släktet Eunoe och familjen Polynoidae. Inga underarter finns listade i Catalogue of Life.